# Бледа
Бледа (мађ:Bleda),(Priscus: Βλήδας; Procopius: Βλέδας)(390 — 445), владао је Хунима отприлике четрнаест година, до 445. године. Он је наследио Ру-у, очевог стрица. Једно време, пред крај живота владао је Хунима заједно са Атилом. Према предању Атила је силом преузео власт убивши Бледу током лова и тако је преузео власт 445. године. Бледина смрт је обавијена велом тајне, тако да се о томе мало зна као и о његовом животу. 
По средњовековним хроникама Буда, део Будимпеште, је добила име по Бледи. По томе извору краљ Бледа је у мађарској литератури био познат по имену Буда. 